# جون دوس باسوس
كان جون رودريجو دوس باسوس (14 يناير 1896 - 28 سبتمبر 1970) روائيًا أمريكيًا، يشتهر على الأخص بثلاثيته الروائية الولايات المتحدة الأمريكية (يو إس إيه).
تخرج دوس باسوس، المولود في شيكاغو، من كلية هارفارد عام 1916. وسافر على نطاق واسع خلال شبابه، فزار أوروبا والشرق الأوسط، حيث درس الأدب والفن والعمارة. عمل دوس باسوس سائقًا لسيارة إسعاف لصالح مجموعات من المتطوعين الأمريكيين في باريس وإيطاليا خلال الحرب العالمية الأولى قبل انضمامه إلى الفيلق الطبي بالجيش الأمريكي.
في عام 1920، نُشِرَت روايته الأولى، مبادرة رجل واحد التي كتبها عام 1917، وفي عام 1925، نجحت روايته تحوُّل منهاتن تجاريًا. صنفت دار مودرن لايبراري عام 1998 ثلاثيته الولايات المتحدة الأمريكية (يو إس إيه)، التي تتكون من روايات الموازي 42 (1930)، و1919 (1932)، ومال وفير (1936)، في المرتبة الـ 23 بين أفضل مئة رواية باللغة الإنجليزية في القرن العشرين. كُتِبَت الثلاثية في قالب تجريبي غير خطي، وتمزج عناصر السيرة والتقارير الإخبارية لتصور مشهدًا للثقافة الأمريكية في أوائل القرن العشرين.
يُعرف دوس باسوس، إلى جانب كتاباته، بتحول آراءه السياسية. فبعد تجاربه في الحرب العالمية الأولى، أصبح مهتمًا بالاشتراكية والسلامية، ما أثر أيضًا على عمله المبكر. سافر إلى الاتحاد السوفياتي عام 1928، يسوقه الفضول بشأن تجربته الاجتماعية والسياسية، لكن هذه التجربة تركت انطباعات متباينة. خيبت تجاربه خلال الحرب الأهلية الإسبانية أمله في سياسات اليسار وقطعت بذلك أيضًا علاقته مع زميله الكاتب إرنست همنجواي. بحلول الخمسينيات، تغيرت وجهات نظره السياسية بشكل كبير، وأصبح أكثر ميلًا إلى المحافظة. في الستينيات، نظم حملات لمرشحي الرئاسة باري جولدواتر وريتشارد نيكسون.
بصفته فنانًا، صمم دوس باسوس الأغلفة الخاصة بكتبه، متأثرًا بالحركة الحداثية في باريس عشرينيات القرن العشرين. وقد توفي في بالتيمور بولاية ماريلاند. وعُيِّنت سبينس بوينت، مزرعته في فيرجينيا، لتكون معلمًا تاريخيًا وطنيًا عام 1971.

## مسيرته الأدبية
باعتباره أحد كتاب الجيل الضائع، نشر دوس باسوس عام 1920، روايته الأولى مبادرة رجل واحد التي كتبها عام 1917 في الخنادق خلال الحرب العالمية الأولى. ثم تبعها برواية معادية للحرب، ثلاثة جنود، والتي جلبت له اعترافًا كبيرًا. ونجحت روايته لعام 1925 عن الحياة في مدينة نيويورك، بعنوان تحوُّل مانهاتن، تجاريًا؛ أدخل تقنيات سيل الوعي التجريبية. ودُمجَت هذه الأفكار أيضًا في ثلاثيته الولايات المتحدة الأمريكية (يو إس إيه)، التي ظهرت أول رواية منها عام 1930.
نظر دوس باسوس، بصفته ثوريًا اجتماعيًا، إلى الولايات المتحدة باعتبارها دولتين، إحداهما غنية والأخرى فقيرة. فكتب بإعجاب عن العمال الصناعيين في العالم، وكتب عن الظلم في الإدانات الجنائية لساكو وفانزيتي. وانضم إلى شخصيات بارزة أخرى في الولايات المتحدة وأوروبا في حملة فاشلة لإلغاء أحكام الإعدام الصادرة بحقهم. أمضى دوس باسوس عدة أشهر في روسيا عام 1928 يدرس الاشتراكية. وكان مشاركًا بارزًا في مؤتمر الكتاب الأمريكيين الأول في أبريل 1935 الذي رعته رابطة الكتاب الأمريكيين ذوي الميول الشيوعية، لكنه رفض في نهاية المطاف فكرة السيطرة التي كان جوزيف ستالين، زعيم الاتحاد السوفيتي، ليحوزها على الكتاب المبدعين في الولايات المتحدة.

## وصلات خارجية
- جون دوس باسوس على موقع IMDb (الإنجليزية)
- جون دوس باسوس على موقع الموسوعة البريطانية (الإنجليزية)
- جون دوس باسوس على موقع مونزينجر (الألمانية)
- جون دوس باسوس على موقع ألو سيني (الفرنسية)
- جون دوس باسوس على موقع ميوزك برينز (الإنجليزية)
- جون دوس باسوس على موقع أول موفي (الإنجليزية)
- جون دوس باسوس على موقع قاعدة بيانات الأفلام السويدية (السويدية)
- جون دوس باسوس على موقع إن إن دي بي (الإنجليزية)
- جون دوس باسوس على موقع قاعدة بيانات الفيلم (الإنجليزية)
- جون دوس باسوس على موقع كينوبويسك (الروسية)

- مؤلفات John Dos Passos في مشروع غوتنبرغ
- أعمال أو نبذة عن جون دوس باسوس على أرشيف الإنترنت
- أعمال جون دوس باسوس في ليبري فوكس